# Puchar Polski w piłce siatkowej mężczyzn (2005/2006)
Puchar Polski w piłce siatkowej mężczyzn 2005/2006 - 49. sezon rozgrywek o siatkarski Puchar Polski odbywający się od 1932 roku. 

## System rozgrywek
Rozgrywki składały się z rundy wstępnej, w której wystąpiły zespoły z II i III lig. Zwycięzcy grali w 1. rundzie z zespołami z I ligi, w następnej rundzie dołączyły drużyny z PLS. Gospodarzem jest drużyna, która zajęła niższą pozycję w klasyfikacji końcowej lub z niższej ligi. Zwycięzcy awansowali do fazy grupowej, w której były 4 grupy po 3 zespoły. Najlepsze drużyny z każdej grupy walczyły w turnieju finałowym. ćwierćfinałów i turnieju finałowego.

## Drużyny uczestniczące
| PLS 10 drużyn                    | PLS 10 drużyn | PLS 10 drużyn |
| -------------------------------- | ------------- | ------------- |
| Jastrzębie Borynia               | półfinał      |               |
| PZU AZS Olsztyn                  | półfinał      |               |
| Pamapol AZS Częstochowa          | finał         |               |
| Skra Bełchatów                   | zwycięzca     |               |
| Polska Energia Sosnowiec         | 2. runda      |               |
| Mostostal-Azoty Kędzierzyn-Koźle | 2. runda      |               |
| AZS Politechnika Warszawska      | faza grupowa  |               |
| Resovia Rzeszów                  | faza grupowa  |               |
| Joker Piła                       | faza grupowa  |               |
| Gwardia Wrocław                  | 2. runda      |               |

| I liga 14 drużyn         | I liga 14 drużyn | I liga 14 drużyn |
| ------------------------ | ---------------- | ---------------- |
| BBTS Bielsko-Biała       | faza grupowa     |                  |
| Pronar Hajnówka          | 2. runda         |                  |
| Jadar Radom              | 2. runda         |                  |
| Energetyk Jaworzno       | 2. runda         |                  |
| Chemik Bydgoszcz         | faza grupowa     |                  |
| Orzeł Międzyrzecz        | 2. runda         |                  |
| AZS Stal Nysa            | faza grupowa     |                  |
| Górnik Radlin            | 1. runda         |                  |
| Skra II Bełchatów        | 1. runda         |                  |
| Zawkrze AZS UWM Mława    | faza grupowa     |                  |
| Avia Świdnik             | 2. runda         |                  |
| GTPS Gorzów Wielkopolski | faza grupowa     |                  |
| Olimpia Sulęcin          | 2. runda         |                  |
| Bzura Ozorków            | 2. runda         |                  |

| niższe ligi 17 drużyn | niższe ligi 17 drużyn |
| --------------------- | --------------------- |
| Gedania Gdańsk        | 1. runda              |
| Morze Bałtyk Szczecin | r. wstępna            |
| Orion Sulechów        | r. wstępna            |
| Rosiek Syców          | 2. runda              |
| MKS Andrychów         | r. wstępna            |
| Błękitni Ropczyce     | 1. runda              |
| WTS Warka             | 1. runda              |
| Cukrownik Lublin      | r. wstępna            |
| Stal Kraśnik          | r. wstępna            |
| Lotnik Mirosławiec    | 1. runda              |
| ZKS Ślepsk Augustów   | 1. runda              |
| Gwardia Zielona Góra  | 1. runda              |
| SPS Zduńska Wola      | 1. runda              |
| Zjednoczeni Rychwał   | 1. runda              |
| Budowlanka Poznań     | 1. runda              |
| MKS MOS Będzin        | 2. runda              |
| Wilga Garwolin        | 1. runda              |

## Rozgrywki

### Runda wstępna
| Data       | Drużyna 1      | Wynik | Drużyna 2             | Sety                |
| ---------- | -------------- | ----- | --------------------- | ------------------- |
| 10.09.2005 | Gedania Gdańsk | 3:1   | Morze Bałtyk Szczecin | 25:23, 22:25, 25:18 |
| 10.09.2005 | Orion Sulechów | 0:3   | Rosiek Syców          | 23:25, 17:25, 21:25 |
| 10.09.2005 | MKS Andrychów  | 0:3   | Błękitni Ropczyce     | 19:25, 17:25, 18:25 |
| 10.09.2005 | WTS Warka      | 3:0   | Cukrownik Lublin      | 25:18, 25:21, 25:19 |
| 10.09.2005 | Stal Kraśnik   | 0:3   | Wilga Garwolin        | 12:25, 16:25, 15:25 |

### 1. runda
| Data       | Drużyna 1            | Wynik | Drużyna 2             | Sety                              |
| ---------- | -------------------- | ----- | --------------------- | --------------------------------- |
| 21.09.2005 | Gedania Gdańsk       | 0:3   | Bzura Ozorków         | 22:25, 25:27, 13:25               |
| 21.09.2005 | Lotnik Mirosławiec   | 0:3   | Olimpia Sulęcin       | 8:25, 11:25, 14:25                |
| 21.09.2005 | ZKS Ślepsk Augustów  | 1:3   | Zawkrze AZS UWM Mława | 28:26, 15:25, 17:25, 20:25        |
| 21.09.2005 | GTPS Gorzów Wlkp     |       | wolny los             |                                   |
| 21.09.2005 | Rosiek Syców         | 3:1   | Górnik Radlin         | 25:21, 25:17, 21:25, 25:21        |
| 21.09.2005 | Gwardia Zielona Góra | 0:3   | AZS Nysa              | 19:25, 23:25, 12:25               |
| 21.09.2005 | SPS Zduńska Wola     | 1:3   | Energetyk Jaworzno    | 34:32, 17:25, 20:25, 20:25        |
| 21.09.2005 | Zjednoczeni Rychwał  | 0:3   | Pronar OSiR Hajnówka  | 8:25, 18:25, 14:25                |
| 21.09.2005 | Budowlanka Poznań    | 2:3   | BBTS Bielsko-Biała    | 25:18, 25:23, 23:25, 28:30, 13:15 |
| 21.09.2005 | Błękitni Ropczyce    | 0:3   | Jadar Radom           | 16:25, 18:25, 21:25               |
| 21.09.2005 | MKS MOS Będzin       | 3:2   | Skra II Bełchatów     | 27:25, 25:16, 26:28, 17:25, 15:9  |
| 21.09.2005 | Orzeł Międzyrzecz    |       | wolny los             |                                   |
| 21.09.2005 | WTS Warka            | 0:3   | Chemik Bydgoszcz      | 22:25, 15:25, 18:25               |
| 21.09.2005 | Wilga Garwolin       | 0:3   | Avia Świdnik          | 14:25, 25:27, 18:25               |

### 2. runda
| Data       | Drużyna 1            | Wynik | Drużyna 2                  | Sety                              |
| ---------- | -------------------- | ----- | -------------------------- | --------------------------------- |
| 12.10.2005 | Bzura Ozorków        | 0:3   | Skra Bełchatów             | 20:25, 23:25, 16:25               |
| 12.10.2005 | Olimpia Sulęcin      | 2:3   | Zawkrze AZS UWM Mława      | 22:25, 20:25, 25:17, 25:22, 7:15  |
| 12.10.2005 | GTPS Gorzów Wlkp     | 3:2   | Polska Energia Sosnowiec   | 19:25, 21:25, 27:25, 25:21, 17:15 |
| 12.10.2005 | Rosiek Syców         | 0:3   | Jastrzębski Węgiel         | 16:25, 20:25, 18:25               |
| 12.10.2005 | AZS Nysa             | 3:2   | Mostostal Kędzierzyn-Koźle | 25:20, 22:25, 25:18, 18:25, 15:11 |
| 12.10.2005 | Energetyk Jaworzno   | 1:3   | Joker Piła                 | 20:25, 11:25, 25:23, 22:25        |
| 12.10.2005 | Pronar OSiR Hajnówka | 0:3   | PZU AZS Olsztyn            | 18:25, 21:25, 17:25               |
| 12.10.2005 | BBTS Bielsko-Biała   | 3:1   | Gwardia Wrocław            | 25:19, 24:26, 25:13, 25:20        |
| 12.10.2005 | Jadar Radom          | 0:3   | Resovia Rzeszów            | 25:27, 22:25, 20:25               |
| 12.10.2005 | MKS MOS Będzin       | 1:3   | AZS Częstochowa            | 20:25, 25:20, 16:25, 17:25        |
| 12.10.2005 | Orzeł Międzyrzecz    | 0:3   | Chemik Bydgoszcz           | 18:25, 27:29, 27:29               |
| 12.10.2005 | Avia Świdnik         | 0:3   | AZS Politechnika Warszawa  | 26:28, 21:25, 21:25               |

### Faza grupowa

#### I grupa
Wyniki
| Data       | Drużyna 1             | Wynik | Drużyna 2             | Sety                              |
| ---------- | --------------------- | ----- | --------------------- | --------------------------------- |
| 23.10.2005 | GTPS Gorzów Wlkp      | 3:2   | Zawkrze AZS UMW Mława | 20:25, 22:25, 26:24, 27:25, 15:9  |
| 23.10.2005 | GTPS Gorzów Wlkp      | 3:2   | Zawkrze AZS UMW Mława | 27:25, 22:25, 23:25, 25:19, 15:10 |
|            |                       |       |                       |                                   |
| 15.11.2005 | BOT Skra Bełchatów    | 3:0   | Zawkrze AZS UMW Mława | 25:16, 25:15, 25:12               |
| 16.11.2005 | BOT Skra Bełchatów    | 3:0   | GTPS Gorzów Wlkp      | 25:16, 25:20, 25:13               |
| 16.11.2005 | BOT Skra Bełchatów    | 3:0   | GTPS Gorzów Wlkp      | 25:13, 25:13, 25:19               |
|            |                       |       |                       |                                   |
| 22.11.2005 | Zawkrze AZS UMW Mława | 0:3   | BOT Skra Bełchatów    | 29:31, 12:25, 22:25               |

Tabela
| Lp. | Drużyna               | Pkt | Mecze | Mecze | Mecze | Sety | Sety | Sety  |
| Lp. | Drużyna               | Pkt | M     | W     | P     | wyg. | prz. | ratio |
| --- | --------------------- | --- | ----- | ----- | ----- | ---- | ---- | ----- |
| 1   | BOT Skra Bełchatów    | 8   | 4     | 4     | 0     | 12   | 0    | MAX   |
| 2   | GTPS Gorzów Wlkp      | 6   | 4     | 2     | 2     | 6    | 10   | 0.600 |
| 3   | Zawkrze AZS UMW Mława | 4   | 4     | 0     | 4     | 4    | 12   | 0.333 |

#### II grupa
Wyniki
| Data       | Drużyna 1          | Wynik | Drużyna 2          | Sety                             |
| ---------- | ------------------ | ----- | ------------------ | -------------------------------- |
| 09.11.2005 | Jastrzębski Węgiel | 3:0   | Joker Piła         | 25:16, 25:19, 25:22              |
| 15.11.2005 | Jastrzębski Węgiel | 3:2   | AZS Nysa           | 26:28, 25:20, 22:25, 25:22, 15:8 |
|            |                    |       |                    |                                  |
| 20.11.2005 | Joker Piła         | 1:3   | Jastrzębski Węgiel | 18:25, 25:23, 23:25, 18:25       |
| 30.11.2005 | Joker Piła         | 3:1   | AZS Nysa           | 25:21, 25:21, 25:27, 25:18       |
|            |                    |       |                    |                                  |
| 07.12.2005 | AZS Nysa           | 2:3   | Jastrzębski Węgiel | 15:25, 25:14, 23:25, 25:22, 5:15 |
| 08.12.2005 | AZS Nysa           | 3:0   | Joker Piła         | 25:23, 25:22, 25:23              |

Tabela
| Lp. | Drużyna            | Pkt | Mecze | Mecze | Mecze | Sety | Sety | Sety  |
| Lp. | Drużyna            | Pkt | M     | W     | P     | wyg. | prz. | ratio |
| --- | ------------------ | --- | ----- | ----- | ----- | ---- | ---- | ----- |
| 1   | Jastrzębski Węgiel | 8   | 4     | 4     | 0     | 12   | 5    | 2.400 |
| 2   | AZS Nysa           | 5   | 4     | 1     | 3     | 8    | 9    | 0.889 |
| 3   | Joker Piła         | 5   | 4     | 1     | 3     | 4    | 10   | 0.400 |

#### III grupa
Wyniki
| Data       | Drużyna 1          | Wynik | Drużyna 2          | Sety                |
| ---------- | ------------------ | ----- | ------------------ | ------------------- |
| 15.11.2005 | PZU AZS Olsztyn    | 3:0   | BBTS Bielsko-Biała | 26:24, 25:20, 25:19 |
| 16.11.2005 | PZU AZS Olsztyn    | 3:0   | Resovia Rzeszów    | 25:22, 26:24, 25:17 |
| 18.11.2005 | Resovia Rzeszów    | 3:0   | BBTS Bielsko-Biała | 25:20, 25:15, 25:18 |
|            |                    |       |                    |                     |
| 22.11.2005 | BBTS Bielsko-Biała | 0:3   | PZU AZS Olsztyn    | 19:25, 18:25, 13:25 |
| 23.11.2005 | BBTS Bielsko-Biała | 0:3   | Resovia Rzeszów    | 21:25, 23:25, 22:25 |
|            |                    |       |                    |                     |
| 30.11.2005 | Resovia Rzeszów    | 0:3   | PZU AZS Olsztyn    | 27:29, 27:29, 21:25 |

Tabela
| Lp. | Drużyna            | Pkt | Mecze | Mecze | Mecze | Sety | Sety | Sety  |
| Lp. | Drużyna            | Pkt | M     | W     | P     | wyg. | prz. | ratio |
| --- | ------------------ | --- | ----- | ----- | ----- | ---- | ---- | ----- |
| 1   | PZU AZS Olsztyn    | 8   | 4     | 4     | 0     | 12   | 0    | MAX   |
| 2   | Resovia Rzeszów    | 6   | 4     | 2     | 2     | 6    | 6    | 1.000 |
| 3   | BBTS Bielsko-Biała | 4   | 4     | 0     | 4     | 0    | 12   | 0.000 |

#### IV grupa
Wyniki
| Data       | Drużyna 1             | Wynik | Drużyna 2             | Sety                              |
| ---------- | --------------------- | ----- | --------------------- | --------------------------------- |
| 03.11.2005 | AZS Politechnika W-wa | 2:3   | AZS Częstochowa       | 17:25, 26:24, 25:23, 20:25, 8:15  |
| 23.11.2005 | Chemik Bydgoszcz      | 3:1   | AZS Politechnika W-wa | 25:18, 23:25, 25:22, 25:20        |
|            |                       |       |                       |                                   |
| 30.11.2005 | AZS Politechnika W-wa | 2:3   | Chemik Bydgoszcz      | 35:33, 23:25, 25:16, 18:25, 12:15 |
| 04.12.2005 | AZS Częstochowa       | 3:0   | AZS Politechnika W-wa | 25:22, 25:16, 28:26               |
|            |                       |       |                       |                                   |
| 07.12.2005 | AZS Częstochowa       | 3:1   | Chemik Bydgoszcz      | 25:17, 21:25, 25:20, 25:18        |
| 12.12.2005 | Chemik Bydgoszcz      | 2:3   | AZS Częstochowa       | 23:25, 25:14, 19:25, 25:22, 14:16 |

Tabela
| Lp. | Drużyna                   | Pkt | Mecze | Mecze | Mecze | Sety | Sety | Sety  |
| Lp. | Drużyna                   | Pkt | M     | W     | P     | wyg. | prz. | ratio |
| --- | ------------------------- | --- | ----- | ----- | ----- | ---- | ---- | ----- |
| 1   | AZS Częstochowa           | 8   | 4     | 4     | 0     | 12   | 5    | 2.400 |
| 2   | Chemik Bydgoszcz          | 6   | 4     | 2     | 2     | 8    | 8    | 1.000 |
| 3   | AZS Politechnika Warszawa | 4   | 4     | 0     | 4     | 5    | 12   | 0.417 |

### Półfinał
| Data       | Drużyna 1       | Wynik | Drużyna 2                 | Sety                       |
| ---------- | --------------- | ----- | ------------------------- | -------------------------- |
| 17.12.2005 | Skra Bełchatów  | 3:1   | Jastrzębski Węgiel        | 20:25, 25:21, 25:15        |
| 17.12.2005 | PZU AZS Olsztyn | 1:3   | Wkręt-Met AZS Częstochowa | 23:25, 25:19, 22:25, 21:25 |

### Finał
| Data       | Drużyna 1      | Wynik | Drużyna 2                 | Sety                |
| ---------- | -------------- | ----- | ------------------------- | ------------------- |
| 18.12.2005 | Skra Bełchatów | 3:0   | Wkręt-Met AZS Częstochowa | 25:22, 25:21, 25:18 |